# Waterloo (Iowa)
Waterloo ist der County Seat von Black Hawk County, Iowa, Vereinigte Staaten mit 67.314 Einwohnern (2020).
Sie war die Heimatstadt der fünf Sullivan-Brüder, die im Zweiten Weltkrieg ums Leben kamen. Die Stadt wurde auf einem Indianerdorf erbaut.

## Geographie
Laut den Angaben des United States Census Bureau hat die Stadt eine Fläche von 160,6 km². 157,3 km² davon ist Land, und 3,3 km² davon ist Wasser.

### Verkehr
Waterloo kann über folgende Straßen erreicht werden: Interstate 380, U.S. Highways 20, 63 und 218, und Iowa Highways 21, 57, 58, and 281.

### Metropolregion
Die Waterloo-Cedar Falls „Metropolitan Statistical Area“ besteht aus dem Black Hawk, dem Bremer und dem Grundy County. Das Gebiet hatte im Jahre 2010 eine Einwohnerzahl von 167.819, und im Jahre 2016 eine Einwohnerzahl von 170.015.
Waterloo ist neben der Stadt Cedar Falls, Heimat der University of Northern Iowa. Kleine Vororte sind Evansdale, Hudson und Elk Run Heights.

## Demographie
Es sind 68.747 Einwohner, 28.169 Haushalte und 17.746 Familien, die in der Stadt wohnen. Die Bevölkerungsdichte beträgt 437,0/km², davon sind 81,61 % Weiße, 13,86 % Afroamerikaner, 0,22 % Indianer Nordamerikas und 0,85 % Asiaten.

## Politik
Waterloo wird von einem Rat mit sieben Mitgliedern und einem Bürgermeister regiert. Der aktuelle Bürgermeister ist Quentin M. Hart.
Die Stadt Waterloo hat eine Städtepartnerschaft mit der mittelhessischen Stadt Gießen.

## Bibliothek
Waterloo hat eine Bibliothek, die Waterloo Public Library. Die Sammlung der Bibliothek hat 185.877 Bücher, 7.726 Videos, und 348 Zeitschriftenabonnements.

## Söhne und Töchter der Stadt
- Julie Adams (1926–2019), Schauspielerin
- Michele Bachmann (* 1956), Politikerin
- Carl Lotus Becker (1873–1945), Historiker und Hochschullehrer
- Kazmiere Brown (* 1996), Volleyballspielerin
- Walter Douglas (1861–1912), Unternehmer, Industrieller
- Dan Gable (* 1948), Ringer
- Fanny Gates (1872–1931), Physikerin und Hochschullehrerin
- Heath C. Heine (* 1977), Schauspieler, Filmproduzent und Stuntman
- Al Hoosman (1918–1968), Boxer und Schauspieler
- Lou Hoover (1874–1944), First Lady der Vereinigten Staaten
- Buddy Hughes (1919–2010), Swing-Sänger
- Craig Burroughs (1942–2011), Unternehmer
- Larry Nemmers (* 1943), NFL-Schiedsrichter
- Nancy Youngblut (* 1953), Schauspielerin und Bühnenregisseurin
- Adam DeVine (* 1983), Schauspieler
- William Joensen (* 1960), römisch-katholischer Geistlicher, Bischof von Des Moines
- Don Perkins (1938–2022), American-Football-Spieler
- Cal Petersen (* 1994), Eishockeyspieler
- Ben Sinnott (* 2002), American-Football-Spieler
- Darren Sproles (* 1983), American-Football-Spieler
- die Sullivan-Brüder, fünf Brüder, die alle im Zweiten Weltkrieg an Bord der USS Juneau ums Leben kamen. Der Film Saving Private Ryan basiert auf ihrer Geschichte.